# Mitoura byrnei
Mitoura byrnei är en fjärilsart som beskrevs av Johnson 1976. Mitoura byrnei ingår i släktet Mitoura och familjen juvelvingar. Inga underarter finns listade i Catalogue of Life.